# Сарапульский историко-архитектурный и художественный музей-заповедник
Сарапульский историко-архитектурный и художественный музей-заповедник — музейный комплекс в городе Сарапул, включающий историко-краеведческий музей, художественно-выставочный комплекс «Дача Башенина», дом-музей академика Н. В. Мельникова и детский музейный центр «Дача Мощевитина».

## История

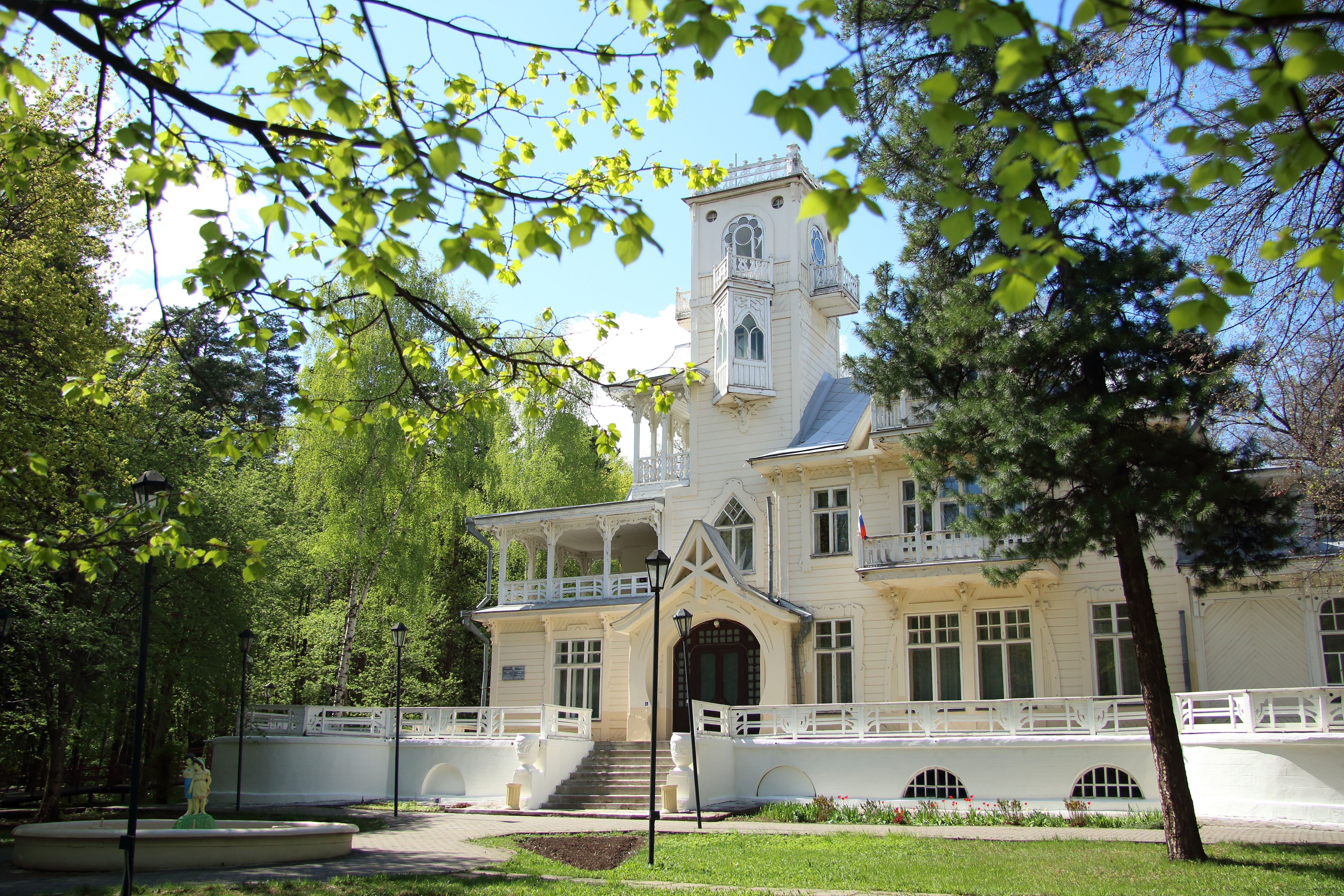
Художественно-выставочный комплекс «Дача Башенина»

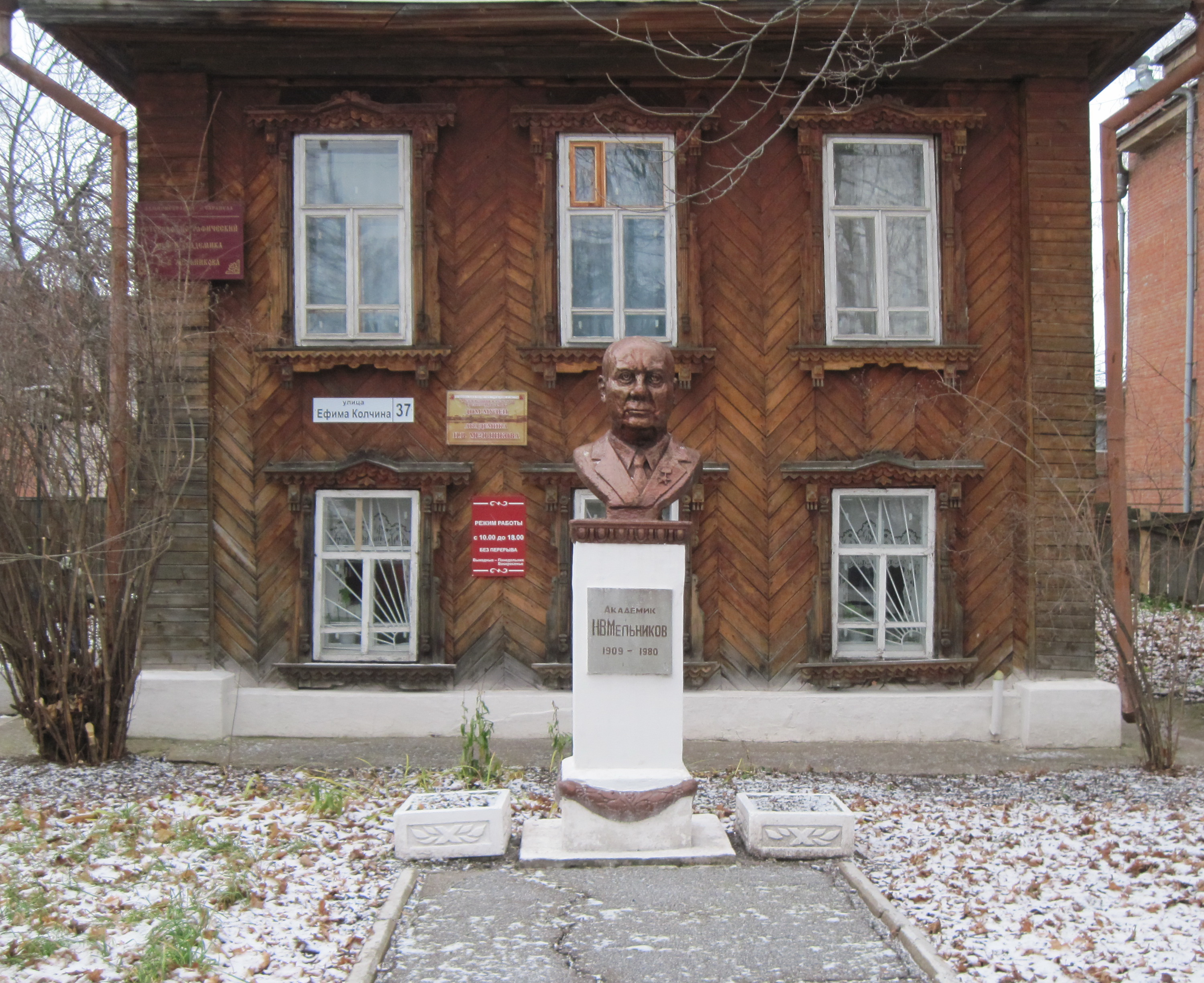
Дом-музей академика Н. В. Мельникова

Музей был учреждён в 1909 году. У истоков его создания стояли председатель земской управы Михаил Семёнович Тюнин и видные учёные и деятели культуры того времени. В 1913 году получил название музей Общества изучения Прикамского края.
Первоначально музей размещался в двух классных комнатах женской гимназии, выделенных попечительским советом. В 1921 году музею было выделено отдельное двухэтажное кирпичное здание, строительство которого было начато в 1914 году под Николаевское училище.
В 1923 году переименован в Окружной научный музей Прикамского края.
В 1939—1946 годах в Сарапуле находился переведённый Национальный музей Удмуртской Республики имени Кузебая Герда.
В годы Великой Отечественной войны музей хранил коллекции Ленинградских пригородных дворцов-музеев (около 90 000 предметов). После окончания войны музей приобрёл статус Сарапульского краеведческого музея.
В 1984 году был переименован в Музей истории и культуры Среднего Прикамья.
В 1987 году появился первый филиал музея — мемориальный историко-биографический дом-музей академика Н. В. Мельникова.
В 1995 году открылся художественно-выставочный комплекс музея в бывшем загородном особняке купца П. А. Башенина.
В 2019 году учреждение получило статус музеея-заповедника.
Его собрание состоит из 21 коллекции, включающей более 250 тысяч музейных предметов. Среди раритетов музея — древнеегипетские культовые фигурки ушебти, знамя Национальной гвардии муниципалитета г. Понт-а-Мюсон эпохи наполеоновских войн, одна из первых типографских старопечатных книг — учебное Евангелие 1595 года, дагерротипы 1850-х годов, кинохроника Сарапула 1912 года.